# Луйк, Сулев Карлович
Су́лев Луйк (эст. Sulev Luik; 16 апреля 1954, Килинги-Нымме, Эстонская ССР — 29 июня 1997, Таллин, Эстония) — эстонский и советский актёр театра и кино. Заслуженный артист Эстонской ССР (1987).

## Биография
Сулев Луйк родился 16 апреля 1954 года.
В 1972—1976 годах учился на актёрском факультете Таллинской государственной консерватории на курсе Вольдемара Пансо (последний курс режиссёра). Сокурсниками Луйка были  Пеэтер Волконский, Ааре Лаанеметс, Юрий Крюков.
В 1976—1988 годах — актёр Молодёжного театра Эстонии (ныне Таллинский городской театр). За роль композитора Раймонда Валгре в спектакле «Зов белой дороги», поставленном в этом театре Каарелом Кильветом, на V республиканском фестивале театрального искусства был удостоен приза гостей фестиваля. По словам Е. Левиковой, «Сулев Луйк… так играет и так поёт, что его хочется слушать и после финала».
В 1988—1997 годах — актёр Эстонского драматического театра в Таллине. О роли доктора Львова в спектакле Эльмо Нюганена «Иванов» (1992 год) критик Борис Тух отозвался так: «Нюганен пошел на риск: не просто противопоставил Иванову доктора Львова, но весь спектакль сделал словно с точки зрения доктора Львова… Изможденный, со следами страстей на впалых щеках, облаченный в черный, почти пасторский, сюртук, Львов выглядел лютеранским проповедником, миссионером, силком ведущим паству к какой-то высокой, но абсолютно абстрактной для этой паствы (то есть для Иванова) цели».
Помимо работы в театре снимался в кино.
Был убит 29 июня 1997 года в таллинском парке Кадриорг компанией молодых людей предположительно в результате ссоры. Убийство вызвало широкий резонанс в эстонском обществе, а детали преступления неизвестны до сих пор.
Сын Сулева Маркус Луйк также стал актёром.

## Творчество

### Роли в театре
- «Чайка», А. П. Чехов — Треплев
- «В ожидании Годо», С. Беккет — Эстрагон и др.

### Избранная фильмография
- 1976 — Леший (к/м) — эпизод
- 1979 — Отель «У погибшего альпиниста» — Луарвик
- 1980 — Лесные фиалки — Сандлер, главарь банды «Лесных братьев»
- 1983 — Арабелла — дочь пирата — музыкант
- 1988 — Большая игра — Хоф
- 1988 — Государственная граница. Фильм 7: «Солёный ветер» — майор Вянтер
- 1989 — Похищение чародея — епископ Альберт
- 1990 — Духов день — государственный человек
- 1990 — Супермент — Феленко